# Dylan Richardson
Pour les articles homonymes, voir Richardson.
Pas d'image ? Cliquez ici

a Compétitions nationales et continentales officielles uniquement.

b Matchs officiels uniquement.
Dernière mise à jour le 9 février 2025.
Dylan Richardson, né le 15 janvier 1999 à Pinetown (Afrique du Sud), est un joueur international écossais d'origine sud-africaine de rugby à XV. Il évolue aux postes de talonneur ou de troisième ligne aile aux Sharks en United Rugby Championship.

## Biographie

### Jeunesse et formation
Dylan Richardson naît le 15 janvier 1999 à Pinetown en Afrique du Sud, d'un père écossais originaire d'Édimbourg. Il grandit dans le KwaZulu-Natal.
Il effectue sa scolarité au Kearsney College (en) à Botha's Hill (en), où il se distingue rapidement en devenant capitaine de l'équipe première de rugby à XV. Joueur polyvalent, il excelle à plusieurs postes et inscrit 22 essais en une seule saison, battant ainsi un record vieux de 21 ans.
Sa progression l'amène à représenter les Natal Sharks dans les catégories des moins de 13 ans, moins de 16 ans et moins de 18 ans. Il est ensuite sélectionné avec l'équipe nationale dans plusieurs catégories de jeunes : les moins de 18 ans, moins de 19 ans, et enfin avec celle des moins de 20 ans avec laquelle il dispute le Championnat du monde junior 2019, s'inclinant en demi-finale face aux futurs vainqueurs, la France.

### Carrière professionnelle
Dylan Richardson fait ses débuts professionnels avec les Sharks en mai 2019 contre les Lions en Super Rugby, entrant en jeu au poste de talonneur. La même année, il fait également ses débuts en Currie Cup avec les Natal Sharks.
L'année suivante, il fait partie de l'effectif des Sharks pour la saison 2020 de Super Rugby. Avec l'interruption due à la pandémie de Covid-19, il participe à cinq matchs en Super Rugby Unlocked (en), marquant deux essais.
Éligible pour jouer avec l'Écosse grâce à la nationalité de son père, il opte pour ce pays et est convoqué en 2021 par Gregor Townsend pour les test matchs de fin d'année. Il honore sa première sélection le 20 novembre 2021 contre le Japon, entrant en seconde période lors d'une victoire écossaise. Cependant, entre 2021 et 2024, il connaît une succession de blessures graves, notamment des ligaments déchirés aux deux genoux, une fracture d'un doigt, ainsi qu'une blessure au dos, ce qui le limite à moins de 1200 minutes de jeu en 30 mois,.
De retour en équipe nationale en 2024, il est sélectionné pour le Tournoi des Six Nations 2025, mais doit déclarer forfait sur blessure avant le début de la compétition,. Il est remplacé par l'ailier Arron Reed.